# Liste der Seldschuken-Fürsten

## DieGroßseldschuken(1038–1194)
| Namen und Titel (vereinfacht transkribiert und in DMG-Umschrift)                                                                        | Regierungszeit | Anmerkungen |  |
| --- | -------------- | --- |  |
| Rukn ad-Dunya wa-d-Din Abu Talib Muhammad Toghril-Beg I. (Rukn ad-Dunyā wa-’d-Dīn Abū Ṭālib Muḥammad Toġrïl-Beg I.)                     | 1038–1063      | - begründete nach dem Sieg über die Ghaznawiden bei Dandanqan (1040) gemeinsam mit seinem Bruder Tschaghri das Seldschukenreich - vernichtete die Buyiden und ließ sich nach dem Einzug in Bagdad (1055) vom Abbasidenkalifen zum Sultan und „König des Ostens und Westens“ (Malik al-mašriq wa-’l-maġrib) ernennen - Residenzen: Nischapur (1038 erobert), Rey (1042/43 erobert) und Isfahan (1050/51 erobert) - in Ostiran regierte – ihm formell untergeordnet – bis 1060 Tschaghri |  |
| Abu Sulaiman Tschaghri-Beg Dawud (Abū Sulaimān Čaġrї-Beg Dāwūd)                                                                         | 1038–1060      | - begründete nach dem Sieg über die Ghaznawiden bei Dandanqan (1040) gemeinsam mit seinem Bruder Toghril das Seldschukenreich - regierte – seinem Bruder Toghril formell untergeordnet – als „König der Könige“ (Malik al-mulūk) Ostiran - Residenz: Merw (1036/37 erobert) |  |
| Diya ad-Din Adud ad-Daula Abu Schudscha Muhammad Alp-Arslan (Ḍiyāʾ ad-Dīn ʿAḍud ad-Daula Abū Šuǧāʿ Muḥammad Alp-Arslan)                 | 1063–1072      | - Residenz: Isfahan - stieß nach Syrien und Transkaukasien vor - eroberte nach einem Sieg über die Byzantiner in der Schlacht von Manzikert (1071) große Teile Anatoliens |  |
| Muizz ad-Din Dschalal ad-Daula Abu l-Fath Malik-Schah I. (Muʿizz ad-Dīn Ǧalāl ad-Daula Abū ’l-Fatḥ Malik-Šāh I.)                        | 1072–1092      | - Residenz: Isfahan - unterwarf die Qarachaniden in Transoxanien und eroberte Transkaukasien - unter ihm und seinem Wesir Nizam al-Mulk erreicht das Seldschukenreich seine größte Ausdehnung und Blütezeit - nach seinem Tod zerfällt die Reichseinheit |  |
| Nasir ad-Dunya wa-d-Din Mahmud I. (Nāṣir ad-Dunyā wa-’d-Dīn Maḥmūd I.)                                                                  | 1092–1094      | - in Anatolien machen sich die Rum-Seldschuken unabhängig, in Kirman die Kirman-Seldschuken und in Syrien Tutusch I. - Residenz: Isfahan |  |
| Rukn ad-Dunya wa-d-Din Abu l-Muzaffar Berk-Yaruq (Rukn ad-Dunyā wa-’d-Dīn Abū ’l-Muẓaffar Berk-Yaruq)                                   | 1094–1105      | - in Chorasan herrscht ab 1097 Sandschar |  |
| Rukn ad-Dunya wa-Din Dschalal ad-Daula Malik-Schah II. (Rukn ad-Dunyā wa-’d-Dīn Ǧalāl ad-Daula Malik-Šāh II.)                           | 1105           | - in Chorasan herrscht Sandschar |  |
| Ghiyath ad-Dunya wa-d-Din Abu Schudscha Muhammad I. Tapar (Ġiyāṯ ad-Dunyā wa-’d-Dīn Abū Šuǧāʿ Muḥammad I. Tapar)                        | 1105–1118      | - in Chorasan herrscht Sandschar |  |
| Muizz ad-Dunya wa-d-Din Adud ad-Daula Abu l-Harith Ahmad Sandschar (Muʿizz ad-Dunyā wa-’d-Dīn ʿAḍud ad-Daula Abū ’l-Ḥāriṯ Aḥmad Sanǧar) | 1118–1157      | - regierte bereits seit 1097 Chorasan (Residenz: Merw) - setzte sich nach dem Tode Muhammads I. gegen Mahmud II. als neues Dynastieoberhaupt durch - verlor infolge einer Niederlage gegen die Qara-Chitai in der Qatvan-Steppe (1141) Transoxanien - wurde 1153–56 von aufständischen Oghusen gefangen gehalten - gilt als letzter großer Seldschukensultan; mit seiner außergewöhnlich langen Herrschaft endete eine Epoche - nach seinem Tod geht die Herrschaft über ganz Ostiran (Chorasan, Choresm, …) verloren |  |
| |                | |  |
| Mughith ad-Dunya wa-d-Din Dschalal ad-Daula Abu l-Qasim Mahmud II. (Muġīṯ ad-Dunyā wa-’d-Dīn Ǧalāl ad-Daula Abū ’l-Qāsim Maḥmūd II.)    | 1118–1131      | - musste seinen Onkel Sandschar 1119 als neues Dynastieoberhaupt anerkennen und regierte dann unter dessen Oberhoheit in Westpersien und dem Irak (Residenz: Hamadan) |  |
| Ghiyath ad-Dunya wa-d-Din Abu l-Fath Dawud (Ġiyāṯ ad-Dunyā wa-’d-Dīn Abū ’l-Fatḥ Dāwūd)                                                 | 1131–1132      | - wurde nach dem Tod seines Vaters Mahmud in Hamadan zu dessen Nachfolger erklärt und in Dschibal und Āzarbāydschān als Sultan (unter der Oberhoheit Sandschars) anerkannt - im (arabischen) Irak bzw. in Fars und Chuzistan wurde seine Herrschaft nicht anerkannt; von hier aus beanspruchten seine Onkel Masud und Saldschuq-Schah den Thron - als Sandschar nach Westen kam und mit Toghril II. seinen Favoriten auf den Thron setzte, musste sich Dawud nach Aserbaidschan zurückziehen (Residenz: Täbris), von wo aus er während der Herrschaft Masuds noch mehrfach versuchte, das Sultanat zurückzuerlangen, bis er schließlich 1143/44 einem Mordanschlag zum Opfer fiel |  |
| Rukn ad-Dunya wa-d-Din Toghril II. (Rukn ad-Dunyā wa-’d-Dīn Toġrïl II.)                                                                 | 1132–1134      | - wurde von Sandschar anstelle Dawuds zum Sultan des Westens ernannt, fand jedoch keine Unterstützung bei der Bevölkerung und erlitt nach dem Abzug des Dynastieoberhaupts zwei Niederlagen gegen seinen Bruder Masud, sodass er sich via Rey zu den Bawandiden nach Tabaristan zurückziehen musste - konnte, als Masud 1133 gegen Dawud kämpfte, zwar ein neues Heer aufstellen, mit dem er seinen Bruder schlug und die Herrschaft zurückerlangte, erkrankte jedoch wenig später in seiner Residenz Hamadan und verstarb |  |
| Ghiyath ad-Dunya wa-d-Din Abu l-Fath Masud (Ġiyāṯ ad-Dunyā wa-’d-Dīn Abū ’l-Fatḥ Masʿūd)                                                | 1134–1152      | - regierte unter der Oberhoheit Sandschars in Westpersien und dem Irak (Residenz: Hamadan) - in Aserbaidschan regiert bis 1143/44 Dawud - unter ihm geht die Oberherrschaft über das Abbasidenkalifat, d. h. den (arabischen) Irak, endgültig verloren |  |
| Muin ad-Dunya wa-d-Din Malik-Schah III. (Muʿīn ad-Dunyā wa-’d-Dīn Malik-Šāh III.)                                                       | 1152–1153      | - regierte, anfangs noch unter der Oberhoheit Sandschars, in Westpersien |  |
| Rukn ad-Dunya wa-d-Din Muhammad II. (Rukn ad-Dunyā wa-’d-Dīn Muḥammad II.)                                                              | 1153–1159      | - regierte in Westpersien (Residenz: Hamadan) |  |
| Ghiyath ad-Dunya wa-d-Din Sulaiman-Schah (Ġiyāṯ ad-Dunyā wa-’d-Dīn Sulaimān-Šāh)                                                        | 1160–1161      | - regierte in Westpersien (Residenz: Hamadan) |  |
| Muizz ad-Dunya wa-d-Din Abu l-Muzaffar Arslan(-Schah) (Muʿizz ad-Dunyā wa-’d-Dīn Abū ’l-Muẓaffar Arslan(-Šāh))                          | 1161–1176      | - regierte in Westpersien (Residenz: Hamadan) - stand unter Kontrolle der Eldigüziden |  |
| Rukn ad-Dunya wa-d-Din Toghril III. (Rukn ad-Dunyā wa-’d-Dīn Toġrïl III.)                                                               | 1176–1194      | - regierte in Westpersien (Residenz: Rey) - befreite sich 1191 aus der Kontrolle der Eldigüziden - mit seiner Ermordung durch den Choresm-Schah Tekisch endete die Linie der Großseldschuken |  |

## DieKirman-Seldschuken(1048 bis ca. 1188)
| Namen und Titel (vereinfacht transkribiert und in DMG-Umschrift)                                            | Regierungszeit                        | Anmerkungen |
| --- | ------------------------------------- | --- |
| Imad ad-Din wa-d-Daula Qara-Arslan-Beg Ahmad Qawurd (ʿImād ad-Dīn wa-’d-Daula Qara-Arslan-Beg Aḥmad Qawurd) | 1048–1073                             | - entriss Kirman 1048 der hiesigen Buyiden-Linie - eroberte Makran und Teile Omans - rebellierte 1066/67 und 1072/73 erfolglos gegen die Sultane Alp-Arslan und Malik-Schah |
| Kirman-Schah (Kirmān-Šāh)                                                                                   | 1073–1074                             | - wurde von seinem Vater als Regent eingesetzt, bevor dieser gegen Sultan Malik-Schah zog |
| Husain (Ḥusain)                                                                                             | 1074                                  | |
| Rukn ad-Din wa-d-Daula Sultan-Schah Ishaq (Rukn ad-Dīn wa-’d-Daula Sultān-Šāh Isḥāq)                        | 1074–1085                             | - wurde zunächst mit seinem Vater Qawurd von Sultan Malik-Schah gefangengenommen, konnte aber zurück nach Kirman fliehen - wurde von Malik-Schah in Bardsir belagert und anschließend als Herrscher bestätigt |
| Muhyi d-Din Imad ad-Daula Turan-Schah I. (Muḥyī ’d-Dīn ʿImād ad-Daula Tūrān-Šāh I.)                         | 1085–1096                             | - zog 1094 erfolglos gegen Fars |
| Baha ad-Din wa-d-Daula Iran-Schah (Bahāʾ ad-Dīn wa-’d-Daula Īrān-Šāh)                                       | 1096–1101                             | - sympathisierte offenbar mit den Ismailiten und wurde deshalb hingerichtet |
| Muhyi l-Islam wa-l-Muslimin Arslan-Schah I. (Muḥyī ’l-Islām wa-’l-Muslimīn Arslan-Šāh I.)                   | 1101–1142                             | - während seiner langen Herrschaft erlebte das Reich seine größte Blütezeit - stieß erfolgreich nach Fars vor |
| Mughith ad-Dunya wa-d-Din Muhammad I. (Muġīṯ ad-Dunyā wa-’d-Dīn Muḥammad I.)                                | 1142–1156                             | - entthronte seinen greisen Vater und setzte sich als Herrscher von Kirman gegen seine Brüder Kirman-Schah (den eigentlichen Thronerben) und Seldschuq-Schah durch, letzterer übernahm jedoch die Herrschaft über Oman, das von nun an nicht mehr zum Reich der Kirman-Seldschuken gehörte - beherrschte zeitweilig Tabas                                            |
| Muhyi d-Dunya wa-d-Din Toghril-Schah (Muḥyī ’d-Dunyā wa-’d-Dīn Toġrïl-Šāh)                                  | 1156–1170                             | - während seiner letzten Jahre lag die Macht in den Händen des Atabegs Muayyid ad-Din Raihan |
| Abu Mansur Bahram-Schah (Abū Manṣūr Bahrām-Šāh)                                                             | 1170, ca. 1171 und ca. 1175           | - unter ihm begann der Niedergang der Dynastie (Plünderung Dschirufts durch türkische Truppen) - stritt sich (von Malik Muayyid, dem Führer der chorasanischen Oghusen, unterstützt) mit seinen Brüdern Arslan-Schah und Turan-Schah um den Thron, auf den ihn Muayyid ad-Din Raihan gesetzt hatte                                                                   |
| Arslan-Schah II. (Arslan-Šāh II.)                                                                           | 1170, ca. 1172–1175 und ca. 1175–1177 | - stritt sich (vom Atabeg Qutb ad-Din Muhammad b. Buzkusch, dem seldschukischen Sultan des Iraks und dem Atabeg von Yazd unterstützt) mit seinen Brüdern Bahram-Schah und Turan-Schah um den Thron. |
| Turan-Schah II. (Tūrān-Šāh II.)                                                                             | 1177–1183                             | - versuchte – sich mit seinen Brüdern Bahram-Schah und Arslan-Schah um den Thron streitend – zweimal vergeblich, (mit Hilfe des Atabegs von Fars) die Herrschaft in Kirman zu übernehmen, bevor er Arslan-Schah letztlich doch noch besiegte. - wurde, als das Reich mehr und mehr im Chaos versank und von den Oghusen überrannt wurde, von einigen Emiren ermordet |
| Muhammad-Schah (Muḥammad-Šāh)                                                                               | ca. 1175 und ca. 1183–1188            | - wurde als Sohn Bahram-Schahs nach Turan-Schahs Ermordung aus dem Gefängnis befreit - versuchte vergeblich, im Irak und in Fars Hilfe gegen die Oguzen zu finden, welche unter ihrem Anführer Malik Dinar schließlich die Herrschaft in Kirman übernahmen |

## Die seldschukischen Machthaber von Syrien (1078–1117)
| Namen und Titel (vereinfacht transkribiert und in DMG-Umschrift)      | Regierungszeit | Anmerkungen |
| --------------------------------------------------------------------- | -------------- | --- |
| Tadsch ad-Daula Abu Said Tutusch I. (Tāǧ ad-Daula Abū Saʿīd Tutuš I.) | 1078–1095      | - machte sich als Herrscher von Damaskus unabhängig - eroberte (u. a.) Aleppo und drang bis in den Irak vor, wurde aber letztlich von Sultan Berk-Yaruq geschlagen - nach seinem Tod wurde das Herrschaftsgebiet unter seinen beiden Söhnen Duqaq und Ridwan aufgeteilt |
| Schams al-Muluk Abu Nasr Duqaq (Šams al-Mulūk Abū Naṣr Duqaq)         | 1095–1104      | - herrschte nach dem Tod seines Vaters Tutusch über Damaskus |
| Tutusch II. (Tutuš II.)                                               | 1104           | - war (einjährig) kurzzeitig nomineller Herrscher von Damaskus - als Regent fungierte der Atabeg Tugh-Tegin |
| Artasch oder Begtasch (Artaš oder Begtaš)                             | 1104           | - war (12-jährig) kurzzeitig nomineller Herrscher von Damaskus - als Regent fungierte der Atabeg Tugh-Tegin, welcher schließlich selbst die Macht übernahm und die Dynastie der Buriden gründete                                                                        |
| Fachr al-Mulk Ridwan (Faḫr al-Mulk Riḍwān)                            | 1095–1113      | - herrschte nach dem Tod seines Vaters Tutusch über Aleppo |
| Alp-Arslan al-Achras (Alp-Arslan al-Aḫras)                            | 1113–1114      | - herrschte kurzzeitig in Aleppo |
| Sultan-Schah (Sulṭān-Šāh)                                             | 1114–1117      | - herrschte in Aleppo - mit seiner Ermordung endete die Seldschukenherrschaft in Syrien |

## DieRum-Seldschuken(1081–1307)
| Namen und Titel (vereinfacht transkribiert und in DMG-Umschrift) | Regierungszeit                                | Anmerkungen |  |
| ---------------------------------------------------------------- | --------------------------------------------- | --- |  |
| Sulaiman I. (Sulaimān I.)                                        | 1081–1086                                     | - eroberte – nachdem der Großteil Anatoliens für die Byzantiner bereits in der Schlacht von Mantzikert (1071) verloren und an die Seldschuken übergegangen war – 1075 u. a. Nikäa (İznik), machte es zu seiner Hauptstadt und erklärte als „Sultan von Rum“ seine Unabhängigkeit von Malik-Schah I. - versuchte 1086 Aleppo zu erobern, wurde aber von Tutusch I. besiegt, woraufhin der Großteil Anatoliens formal wieder unter die Kontrolle der Großseldschuken kam (in Nikäa regierte Abu l-Qasim) |  |
|                                                                  |                                               | |  |
| Qilitsch-Arslan I. (Qїlїč-Arslan I.)                             | 1092–1107                                     | - übernahm die Herrschaft nach dem Tode Sultan Malik-Schahs I., an dessen Hof er zuvor als Geisel gelebt hatte - vernichtete 1096 den Großteil des sog. Volkskreuzzuges - herrschte zunächst von Nikäa aus, verlor die Stadt jedoch (ebenso wie andere Gebiete) an die wiedererstarkenden Byzantiner, nachdem sie im Verlauf des Ersten Kreuzzuges 1097 von den Kreuzfahrern belagert worden war - erlitt 1097 eine Niederlage gegen die Kreuzfahrer in der Schlacht von Doryläum - schlug u. a. die Kreuzfahrer von 1101 in den Schlachten von Mersivan und Herakleia Kybistra (Ereğli), woraufhin er die Hauptstadt seines Reiches nach Ikonion (Konya) verlegte - kämpfte u. a. gegen die rivalisierenden Danischmenden und drang bis nach Diyar Bekr und in die Dschazira vor (Eroberung Mosuls 1107), wurde aber von Sultan Muhammad I. Tapar geschlagen und ertrank bei dem Versuch zu entkommen im Chabur |  |
| Malik-Schah oder Schahanschah (Malik-Šāh oder Šāhānšāh)          | 1110–1116                                     | - befand sich gegenüber den Byzantinern und Danischmenden in der Defensive und wurde letztlich von seinem Bruder Masud gestürzt und getötet |  |
| Rukn ad-Din Masud I. (Rukn ad-Dīn Masʿūd I.)                     | 1116–1156                                     | - kämpfte gegen die Danischmenden - siegte 1147 in der Schlacht von Doryläum über die Kreuzfahrer des Zweiten Kreuzzuges |  |
| Izz ad-Din Qilitsch-Arslan II. (ʿIzz ad-Dīn Qїlїč-Arslan II.)    | 1156–1192                                     | - annektierte (1174 und 1178) sämtlich Besitzungen der Danischmenden (Sivas, Kayseri, Malatya, Elbistan) - besiegte die Byzantiner 1176 in der Schlacht von Myriokephalon - verlor 1190 in den Schlachten bei Philomelion und Ikonion gegen die Kreuzfahrer des Dritten Kreuzzuges - teilte das Reich um 1185 unter seinen 10 Söhnen auf |  |
|                                                                  |                                               | |  |
| Ghiyath ad-Din Kai-Chusrau I. (Ġiyāṯ ad-Dīn Kai-Ḫusrau I.)       | ,1192–1197, 1205–1211                         | - konnte die Reichseinheit (infolge der Eroberung Konstantinopels durch die Kreuzfahrer 1204) wiederherstellen - musste 1197 seinem älteren Bruder Sulaiman (II.) weichen, stürzte aber 1205 dessen minderjährigen Sohn Qilitsch-Arslan (III.) und übernahm zum zweiten Mal die Herrschaft - eroberte 1207 Antalya |  |
| Rukn ad-Din Sulaiman II. (Rukn ad-Dīn Sulaimān II.)              | 1197–1204                                     | - eroberte 1202 die Besitzungen der Saltuqiden (mit dem Zentrum Erzurum) |  |
| Izz ad-Din Qilitsch-Arslan III. (ʿIzz ad-Dīn Qїlїč-Arslan III.)  | 1204–1205                                     | |  |
| Izz ad-Din Kai-Kawus I. (ʿIzz ad-Dīn Kai-Kāvūs I.)               | 1211–1220                                     | - eroberte 1214 Sinope |  |
| Ala ad-Din Kai-Qubad I. (ʿAlāʾ ad-Dīn Kai-Qubād I.)              | 1220–1237                                     | - eroberte 1221 Alanya und 1228 die Besitzungen der Mengüdschekiden von Erzincan und Kemach - wehrte sowohl den letzten Choresm-Schah Dschalal ad-Din (Schlacht von Yassı Çemen 1230) als auch die Aiyubiden ab - eroberte – seinen rebellischen Cousin Rukn ad-Din Dschahan-Schah stürzend – 1230 Erzurum - unter ihm erreichte das rumseldschukische Reich seine größte Ausdehnung und den Gipfel seiner Macht |  |
| Ghiyath ad-Din Kai-Chusrau II. (Ġiyāṯ ad-Dīn Kai-Ḫusrau II.)     | 1237–1246                                     | - warf 1240 mit Mühen den Aufstand des Baba Ishaq nieder - musste nach seiner Niederlage in der Schlacht vom Köse Dagh (1243) die Oberhoheit der Mongolen anerkennen (womit der allmähliche Niedergang der Dynastie begann) |  |
| Izz ad-Din Kai-Kawus II. (ʿIzz ad-Dīn Kai-Kāvūs II.)             | 1246–1257                                     | - Vasall der Mongolen - regierte zunächst allein, ab 1248 dann gemeinsam mit Qilitsch-Arslan IV. und ab 1249 schließlich gemeinsam mit Kilitsch-Arslan IV. und Kai-Qubad II. |  |
| Rukn ad-Din Qilitsch-Arslan IV. (Rukn ad-Dīn Qїlїč-Arslan IV.)   | 1248–1265                                     | - Vasall des mongolischen Il-Chanats - regierte bis 1249 zunächst gemeinsam mit Kai-Kawus II., 1249–57 dann mit Kai-Kawus II. und Kai-Qubad II., ab 1257 zusammen mit Kai-Chusrau II. und ab 1259 schließlich allein. |  |
| Ala ad-Din Kai-Qubad II. (ʿAlāʾ ad-Dīn Kai-Qubād II.)            | 1249–1257                                     | - Vasall des Il-Chanats - regierte gemeinsam mit Kai-Kawus II. und Qilitsch-Arslan IV. |  |
| Ghiyath ad-Din Kai-Chusrau III. (Ġiyāṯ ad-Dīn Kai-Ḫusrau III.)   | 1265–1282                                     | - Vasall des Il-Chanats, dessen Gouverneure das Sultanat ab 1277 faktisch direkt regieren |  |
| Ghiyath ad-Din Masud II. (Ġiyāṯ ad-Dīn Masʿūd II.)               | ,1282–1284, ,1284–1293, ,1294–1301, 1303–1307 | - praktisch machtloser Vasall des Il-Chanats |  |
| Ala ad-Din Kai-Qubad III. (ʿAlāʾ ad-Dīn Kai-Qubād III.)          | 1284, ,1293–1294, 1301–1303                   | - praktisch machtloser Vasall des Il-Chanats |  |
| Ghiyath ad-Din Masud III. (Ġiyāṯ ad-Dīn Masʿūd III.)             | 1307                                          | - praktisch machtloser Vasall des Il-Chanats - nach ihm löste sich das Sultanat der Rum-Seldschuken endgültig auf |  |

## Stammbaum
1. Seldschuq ibn Duqaq
  1. Yunus (starb jung)
  2. Musa Yabghu bzw. Bighu / Inanch Yabghu (nominelles Familienoberhaupt zur Zeit von Toghril-Beg und Tschaghri-Beg, bekam Sistan)[1]
    1. Yusuf[2]
    2. Abu Ali Hasan
    3. Qara-Arslan Böri
    4. Umar
    5. Abu Bakr
    6. Daulat-Schah

  3. Mikail 
    1. Ibrahim Inal († 1059 nach Revolte)[3]
    2. Er-Tasch († 1048/9 in Tabas ermordet)[4]
      1. Ahmad
      2. Muhammad

    3. Toghril-Beg (I.) (* ca. 990, † 4. September 1063) ⚭ Altun-Dschan († 1060), Aka (bt. Qadir-Chan Yusuf)
    4. Tschaghri-Beg Dawud († Ende 1060)
      1. Uthman (in Tucharistan, ca. 1073 in Gefangenschaft der Ghuriden)
      2. Bahram-Schah
      3. Sulaiman (urspr. Thronfolger Toghril-Begs, bekam 1066 Balch)
        1. Muhammad (1097 geblendet)

      4. Ilyas (herrschte 1066 in Tschaghaniyan und Tucharistan)
      5. Yaquti (herrschte nach Musa Yabghu in Sistan)
        1. Ismail
        2. Zubaida-Chatun ⚭ Malik-Schah I.

      6. Arslan-Chatun Chadidscha ⚭ al-Qaim, dann Ali b. Abi Mansur Faramurz
        1. Ata-Chatun (bt. Ali) ⚭ Mahmud (II.) b. Muhammad

      7. Gouhar-Chatun ⚭ Erisghi
      8. Safiya ⚭ Ibrahim b. Quraisch
      9. Qawurd († 1073 nach Revolte)
        1. Sultan-Schah
        2. Turan-Schah († 1096)
          1. Iran-Schah

        3. Mustazhiriyya ⚭ Masud b. Muhammad
        4. Kirman-Schah († 1074)
          1. Husain
          2. Arslan-Schah I. († 1142) ⚭ Zaitun-Chatun (bt. Muhammad b. Malik-Schah)
            1. Toghril
            2. Kirman-Schah
              1. Mahd Rafi-Chatun ⚭ Muhammad (II.) b. Mahmud, dann Arslan b. Toghril (III.) b. Arslan(-Schah)

            3. Seldschuq-Schah
            4. Muhammad I.
              1. Toghril-Schah
                1. Arslan-Schah II. († 1177)
                2. Bahram-Schah
                  1. Muhammad-Schah

                3. Turan-Schah II. († 1183/84)
                  1. Iran-Schah

                4. Terken-Schah
                5. Chatun-i Kirmani ⚭ Malik Dinar

      10. Alp-Arslan (* ca. 1030, † 1072) ⚭ Aka (bt. Qadir-Chan Yusuf, Toghril-Begs Witwe)
        1. Malik-Schah I. (* 1055, † November 1092) ⚭ Terken-Chatun (bt. Tamghatsch-Chan Ibrahim, † 1094), Zubaida-Chatun (bt. Yaquti)
          1. Dawud († 1082)
          2. Ahmad († 1088/89 in Merw)
          3. Mahmud I. (* 1087/88, † 1094)
          4. Berk-Yaruq (* 1081, † 1104)
            1. Malik-Schah II.
            2. Zubaida-Chatun ⚭ Masud b. Muhammad

          5. Ahmad Sandschar (1084/6–1157) ⚭ Terken-Chatun (bt. Muhammad Arslan-Chan)
            1. Mah-i Mulk († 1130) ⚭ Mahmud (II.) b. Muhammad
            2. Amir Siti-Chatun ⚭ Mahmud (II.) b. Muhammad
            3. Gouhar-Chatun ⚭ Masud b. Muhammad

          6. Sitara ⚭ Garschasp II.
          7. Mah-i Mulk[5] ⚭ al-Muqtadi
            1. Dschafar (sollte im Kindesalter 1092 Kalif werden)

          8. Gouhar-Chatun „Mahd-i Iraq“ ⚭ Masud III. von Ghazna
          9. Muhammad I. Tapar (* Januar 1082, † April 1118) ⚭ Gouhar-Chatun
            1. Seldschuk-Schah
              1. Malik-Schah

            2. Chaghri
            3. Fatima ⚭ al-Muqtafi
            4. Mahmud II. (* 1104/5, † 1131) ⚭ Mah-i Mulk (bt. Sandschar), Amir Siti-Chatun (bt. Sandschars), Ata-Chatun (bt. Ali b. Abi Mansur Faramurz)
              1. Dawud ⚭ Gouhar-Chatun (bt. Masud)
              2. Terken-Chatun ⚭ Sulaiman-Schah (Enkel Qawurds)
              3. Zinat-Chatun
              4. Ata-Chan
              5. Alp-Arslan al-Chafadschi
              6. Farruch-Schah
              7. Malik-Schah III. († 1160)
              8. Muhammad II. (* 1128, † Dezember 1159) ⚭ Mahd Rafi-Chatun (bt. Kirman-Schah b. Arslan-Schah), Gouhar-Chatun (bt. Masud)
              9. Gouhar-i Nasab

            5. Masud (* 1108/9, † 13. September 1152) ⚭ Gouhar-Chatun (bt. Sandschar), Zubaida-Chatun (bt. Berk-Yaruq), Mustazhiriyya (bt. Qawurd), Sufra (bt. Dubais), Arab-Chatun
              1. Malik-Schah
              2. Gouhar-Chatun ⚭ Dawud b. Mahmud, dann Muhammad (II.) b. Mahmud

            6. Sulaiman-Schah († 1161)
              1. Sandschar

            7. Toghril II. (* 1109, † Oktober/November 1134) ⚭ Mumina-Chatun
              1. Alp-Arslan
              2. Arslan(-Schah) ⚭ Chatun-i Kirmani
                1. Toghril III. (* 1168/69, am 25. März 1194 hingerichtet)
                  1. Arslan ⚭ Mahd Rafi-Chatun (bt. Kirman-Schah b. Arslan-Schah)

        2. Toghan-Schah
        3. Tekisch (1084 geblendet)
        4. Ayaz († 1074)
        5. Arslan-Arghun († 1097 ermordet)
        6. Böri-Bars († 1095 in Gefecht mit Arslan-Arghun)
        7. Toghril
        8. Arslan-Schah
        9. Aischa ⚭ Schams al-Mulk Nasr b. Tamghatsch-Chan Ibrahim
        10. Zulaicha-Chatun ⚭ Muslim b. Quraisch
        11. Tutusch I. († 1095)
          1. Ridwan († 1113)
            1. Alp-Arslan (1097–1114)
            2. Sultan-Schah († 1117)

          2. Duqaq († 1104)
            1. Tutusch II.

          3. Artasch/Begtasch

  4. Israil/Arslan (1025 von Mahmud von Ghazni nach Indien deportiert)
    1. Arslan
    2. Qutalmisch († 1064 nach Revolte)
      1. Mansur
      2. Sulaiman I. († 1086 in Schlacht mit Tutusch I.)
        1. Qilitsch-Arslan I. (1079–1107 im Fluss Chabur)
          1. Malik-Schah (oder Schahanschah)
          2. Mas'ud I.
            1. Kılıç Arslan II.
              1. Sulaiman II.
                1. Kılıç Arslan III.

              2. Kai Chosrau I.
                1. Kai Kaus I.
                2. Kai Kobad I.
                  1. Kai Chosrau II.
                    1. Kılıç Arslan IV.
                    2. Kai Kobad II.
                      1. Kai Chosrau III.

                    3. Kai Kaus II.
                      1. Mas'ud II.
                      2. Faramurz
                        1. Kai Kobad III. (1303 ermordet)
                          1. Masud III.

⚭ = Heirat